# Pentium de doble nucli
La marca Pentium Dual-Core es va utilitzar per als microprocessadors d'arquitectura x86 convencionals d'Intel del 2006 al 2009, quan es va canviar el nom a Pentium. Els processadors es basen en el nucli Yonah de 32 bits o (amb microarquitectures força diferents) Merom-2M, Allendale i Wolfdale-3M de 64 bits, dirigits a ordinadors mòbils o d'escriptori.
Pel que fa a característiques, preu i rendiment a una freqüència de rellotge determinada, els processadors Pentium Dual-Core es van situar per sobre de Celeron però per sota dels processadors Core i Core 2 de la gamma de productes d'Intel. El Pentium Dual-Core també va ser una opció molt popular per a l'overclocking, ja que pot oferir un alt rendiment (quan es fa overclock) a un preu baix.

## Nuclis de processador
El 2006, Intel va anunciar un pla per tornar la marca Pentium des de la seva retirada al mercat, com a sobrenom de processadors de microarquitectura Core de baix cost basats en el Conroe-L d'un sol nucli però amb 1 MB de memòria cau. Els números d'identificació per als Pentium previstos eren similars als números dels últims microprocessadors Pentium Dual-Core, però amb el primer dígit "1" en lloc de "2", cosa que suggereix la seva funció d'un sol nucli. Es va considerar que un Conroe-L d'un sol nucli amb 1 MB de memòria cau no era prou fort per distingir els Pentium previstos dels Celerons, de manera que es va substituir per unitats de processament central (CPU) de doble nucli, afegint "Dual-Core" a la línia. nom. Al llarg de 2009, Intel va canviar el nom de Pentium Dual-Core a Pentium a les seves publicacions. Alguns processadors es van vendre amb ambdós noms, però els nous processadors d'escriptori E5400 a E6800 i SU4100/T4x00 no formaven part oficialment de la línia Pentium Dual-Core.
| Família de processadors Intel Pentium Dual-Core     | Família de processadors Intel Pentium Dual-Core | Família de processadors Intel Pentium Dual-Core | Família de processadors Intel Pentium Dual-Core | Família de processadors Intel Pentium Dual-Core | Família de processadors Intel Pentium Dual-Core | Família de processadors Intel Pentium Dual-Core | Família de processadors Intel Pentium Dual-Core |
| Escriptori                                          | Escriptori                                      | Escriptori                                      | Portàtil                                        | Portàtil                                        | Portàtil                                        |                                                 |                                                 |
| Nom en codi                                         | Nucli                                           | Data d'estrena                                  | Nom en codi                                     | Nucli                                           | Data d'estrena                                  |                                                 |                                                 |
| --------------------------------------------------- | ----------------------------------------------- | ----------------------------------------------- | ----------------------------------------------- | ----------------------------------------------- | ----------------------------------------------- | ----------------------------------------------- | ----------------------------------------------- |
| Allendale Wolfdale                                  | doble (65 nm) doble (45 nm)                     | Juny 2007 Agost 2008                            | Yonah Merom Penryn                              | doble (65 nm) doble (65 nm) doble (45 nm)       | Gener 2007 novembre de 2007 desembre 2008       |                                                 |                                                 |
| Llista de processadors Intel Pentium de doble nucli |                                                 |                                                 |                                                 |                                                 |                                                 |                                                 |                                                 |

### Yonah
Els primers processadors que utilitzaven la marca van aparèixer als ordinadors portàtils a principis de 2007. Aquests processadors, anomenats Pentium T2060, T2080 i T2130, tenien el nucli Yonah derivat del Pentium M de 32 bits, i s'assemblaven molt al processador Core Duo T2050 amb l'excepció de tenir 1 MB de memòria cau L2 en lloc de 2 MB. Tots tres tenien un  Bus frontal (FSB) de 533MHz que connecta la CPU amb la memòria d'accés aleatori dinàmic síncrona (SDRAM). Intel va desenvolupar el Pentium Dual-Core a petició dels fabricants de portàtils.

### Merom-2M
La versió mòbil del processador Allendale, el Merom-2M, també es va presentar el 2007, amb 1 MB de memòria cau L2 però només 533 MT/s FSB amb els processadors T23xx. El rellotge de l'autobús es va augmentar posteriorment a 667 MT/s amb els processadors Pentium T3xxx fets amb les mateixes matrius.

### Penryn-3M
El nucli Penryn és el successor del nucli Merom i e ld'Intel amb tecnologia de 45 nm de la seva sèrie mòbil de processadors Pentium Dual-Core. El FSB augmenta de 667 MHz a 800 MHz i es baixa la tensió. Intel va llançar el primer Pentium Dual-Core basat en Penryn, el T4200, el desembre de 2008. Més tard, els processadors mòbils Pentium T4000, SU2000 i SU4000 basats en Penryn es van comercialitzar com a Pentium.